# Sergio Quiroga
Sergio Alejandro Quiroga Gabutti (Charata, Argentina; 7 de junio de 1994) es un futbolista argentino. Juega de delantero y su equipo actual es el Club Ferro Carril Oeste de la Primera B Nacional.

## Trayectoria
Formado en las inferiores del Argentinos Juniors, fue cedido al Atlético Brown de la Primera B Metropolitana en 2015. Jugó siete encuentros en el club. La siguiente temporada, fue cedido por seis meses al Club Atlético San Miguel de la Primera C Metropolitana.
En agosto de 2016, Quiroga fichó en el Sarmiento de Junín. Formó parte del plantel que ganó la Primera B Nacional de 2020.

## Estadísticas
Actualizado al último partido disputado el 22 de abril de 2023.
| Club                       | Div.          | Temporada     | Liga  | Liga  | Copas nacionales | Copas nacionales | Copas internacionales | Copas internacionales | Total | Total |
| Club                       | Div.          | Temporada     | Part. | Goles | Part.            | Goles            | Part.                 | Goles                 | Part. | Goles |
| -------------------------- | ------------- | ------------- | ----- | ----- | ---------------- | ---------------- | --------------------- | --------------------- | ----- | ----- |
| Brown de Adrogué Argentina | 3.ª           | 2015          | 7     | 1     | —                | —                | —                     | —                     | 7     | 1     |
| Brown de Adrogué Argentina | Total club    | Total club    | 7     | 1     | 0                | 0                | 0                     | 0                     | 7     | 1     |
| Sarmiento (J) Argentina    | 1.ª           | 2016-17       | 2     | 0     | —                | —                | —                     | —                     | 2     | 0     |
| Sarmiento (J) Argentina    | 2.ª           | 2017-18       | 7     | 0     | 1                | 0                | —                     | —                     | 8     | 0     |
| Sarmiento (J) Argentina    | 2.ª           | 2018-19       | 29    | 1     | 0                | 0                | —                     | —                     | 29    | 1     |
| Sarmiento (J) Argentina    | 2.ª           | 2019-20       | 18    | 5     | 0                | 0                | —                     | —                     | 18    | 5     |
| Sarmiento (J) Argentina    | 2.ª           | 2020-21       | 7     | 0     | 3                | 0                | —                     | —                     | 10    | 0     |
| Sarmiento (J) Argentina    | 1.ª           | 2021          | 34    | 1     | 0                | 0                | —                     | —                     | 34    | 1     |
| Sarmiento (J) Argentina    | 1.ª           | 2022          | 25    | 1     | 0                | 0                | —                     | —                     | 25    | 1     |
| Sarmiento (J) Argentina    | 1.ª           | 2023          | 11    | 0     | 1                | 0                | —                     | —                     | 12    | 0     |
| Sarmiento (J) Argentina    | Total club    | Total club    | 133   | 8     | 5                | 0                | 0                     | 0                     | 138   | 8     |
| Total carrera              | Total carrera | Total carrera | 140   | 9     | 5                | 0                | 0                     | 0                     | 145   | 9     |

## Palmarés

### Títulos nacionales
| Título             | Club          | País      | Año  |
| ------------------ | ------------- | --------- | ---- |
| Primera B Nacional | Sarmiento (J) | Argentina | 2020 |